# 핑퐁의 등장인물 목록
다음은 핑퐁의 등장인물 목록이다.

## 등장인물
호시노 유타카 (星野 裕)  / 페코
성우 - 가타야마 후쿠주로 / 니시다 고키 (어린 페코)
오른손 펜홀더, 전진 속공형.
가타세 고등학교 1 → 2학년.
주인공. 탁구에 자신이 있고 초등학교 시절부터 탁구로는 진 적이 거의 없다. 탁구부 연습에 성실하게 참여하지 않고 단골 '타무라'에서 아마추어를 상대로 돈을 건 내기 탁구를 하는 그런 나날을 보내고 있었다. 고등학교 1학년 때 현 대회에서 전 탁구 동료인 사쿠마에게 져 실의한 채 타락한 생활이 그 사쿠마에게 설득받아 다시 재기를 도모해 '타무라 탁구장'의 할멈에게 특훈받는다.
과자를 좋아하며 어떤 과자든 잘 먹는다. 언젠가 가루비의 광고에 출연하는 것이 꿈이다.
츠키모토 마코토 (月本 誠)  / 스마일
성우 - 우치야마 코키 / 사토무라 히로무 (어린 스마일)
오른손 셰이크핸드, 커트 주전형.
가타세 고등학교 1 → 2학년.
또 한 명의 주인공. 초등학교 시절부터 웃지 않는 무뚝뚝한 사람으로 통해왔다. 그래서 주위에서 놀림받거나 괴롭힘받는 일이 자주 있었고 그때마다 페코에게 도움받아왔다. 페코와의 만남 덕분에 탁구의 세계에 들어간다. 냉정하고 침착하지만 실은 좋게 말하면 솔직한, 나쁘게 말하면 직설적인 성격이며, 작중에서는 가자마과 고이즈미에게 격렬하게 비난하는 것으로 그 점을 드러낸다. 고문인 고이즈미에게 탁구의 재능을 발견되어 특훈받는다.
시간이 있을 때마다 콧노래를 부르며 루빅스 큐브(애니메이션에서는 휴대용 게임기)를 한다.

코이즈미 조 (小泉 丈)  / 버터플라이 조
성우 - 야라 유사쿠
오른손 펜홀더, 드라이브 주전형.
가타세 고등학교 탁구부 고문이며 62세(애니메이션에서는 72세).
다무라의 할멈이 "강한 정도가 아니다"라는 말을 할 정도로 우수한 선수이며 1950년 세계 선수권 일본 국가대표 결승전까지 남았지만, 무릎을 다친 경쟁 상대(카자마 류)에게 제 실력을 발휘하지 못하고 패한 동시에 선수 생활을 은퇴한 과거가 있다. 츠키모토의 재능을 간파하여 일류의 선수로 만들기 위해 노력한다.
오타 히카루 (大田 光) 
성우 - 호시노 다카노리
가타세 고등학교 2 → 3학년.
탁구부의 캡틴. 특이한 머리 스타일을 하고 있다. 스마일이 코이즈미와 특훈을 시작하고서는 스마일의 태도에 주위 부원들과 함께 불만을 토로했지만, 서서히 익숙해지고, 후에는 스마일을 동경하게 된다.
영화와 원작에서의 성격·캐릭터가 크게 차이난다.
애니메이션에서는 집이 개인 소유의 전자제품 대리점을 운영하고 있으며, 졸업 후 가업을 잇는다는 설정이 추가되었다.

### 카이오 학원 고등학교
카자마 류이치 (風間 竜一)  / 드래곤
성우 - 사쿠야 슌스케 / 사카구치 와쿠 (어린 드래곤)
오른손 셰이크핸드(영화에서는 왼손), 올라운드.
카이오 학원 고등학교 2 → 3학년.
카이오 학원 고등학교 탁구부의 부장 겸 주장. 고등학교 최강의 선수로 알려져 있으며, 인터하이에서 2년 연속 개인 우승을 차지했다(작중에서 진 적은 페코와 대전 시에만). 금욕적인 성격이지만 경기 전에 화장실에 틀어박히는 등 섬세한 면도 있다.
사쿠마 마나부 (佐久間 学)  / 아쿠마 (악마)
성우 - 기무라 스바루, 이케자와 다쿠미 (어린 아쿠마)
오른손 펜홀더, 전진 속공형.
카이오 학원 고등학교 1학년 → 퇴부.
호시노와 츠키모토의 소꿉친구. 심한 난시 때문에 어릴 적부터 안경을 써 왔다. 재능은 적지만 누구나 인정할 만큼의 노력의 천재이다(그래서인지 부내에서의 인간관계도 좋았던 모양).
카자마처럼 되고 싶어 카이오 고등학교에 입학했다.
자신에게 패배해 좌절한 호시노를 격려해 그의 급성장의 계기를 만들었다. 좋든 나쁘든 호시노의 탁구 인생에 큰 영향을 준 인물.
사나다 마사유키 (真田 昌幸) 
성우 - 하마다 겐지
오른손 셰이크핸드.
카이오 학원 고등학교 2 → 3학년.
카이오 학원 탁구부의 부부장.  규슈 사투리를 쓴다.
전국에서 톱 16에 들어갈 정도의 강호. 카자마를 적잖게 동경하고 있으며, 카자마와 비슷한 면도 있다.
카자마가 마음에 둔 스마일을 질투하지만, 2학년 인터하이 예선에서 스마일에게 실력 차이를 과시당해 패한다.
아쿠마가 스마일에게 타교 경기를 신청했을 때 아쿠마에 대한 카자마의 차가운 태도에 격분한다.
네코타 슈지 (猫田 修二) 
성우 - 오쿠마 겐타
카이오 학원 고등학교 탁구부원.
간사이 사투리를 쓴다. 2년째의 인터하이 예선에서 톱 4까지 남은 실력이 있다.
카자마 류 (風間 竜) 
성우 - 오가와 신지
카이오 학원 이사장. 류이치의 아버지. 애니메이션 오리지널 캐릭터.
학원의 경영뿐만 아니라 '포세이돈'이라는 탁구 용품 브랜드를 운영하고 있다. 카이오 학원의 탁구 연습 환경에 과도하게 투자함으로써 류이치의 승리를 위해 지원을 아끼지 않는다.
올림픽 유스에서 우승한 드래곤을 광고에 등용한다.
1950년 세계 선수권 일본 국가대표 결승전에서 고이즈미를 이겨 승리한다.
카자마 다쿠 (風間 卓) 
성우 - 이시즈미 아키히코
카이오 학원 탁구부 고문. 애니메이션에서는 카자마 이사장의 아들이며 류이치의 삼촌이다. 원작에서는 이 설정이 붙지 않는다(원작 32화에서 후지무라라고 지칭하는 장면이 있다).
탁구 지도는 힘들지만 부원 개인에게 친절히 대해주고 부원들을 누구보다 이해하는 면을 보여준다.

### 츠지도 학원 고등학교
콩 웬거 (孔 文革)  / 차이나
성우 - 원예싱 (문엽성)
오른손 중국식 펜홀더, 드라이브 주전형.
중국에서 고용된 선수. 상하이 유소년 엘리트 선수였지만 패배해 낙향하는 형태로 일본에 유학을 온다. 탁구 대국 중국에서 태어나고 자라 엘리트 의식을 가지고 있다. 자존심이 세고 오만한 면이 눈에 띄지만 스마일의 재능을 인정한다.
애니메이션에서는 8살 때 공장에 근무하는 어머니의 이유로 원래의 팀을 떠나 약한 팀에 들어갔다는 설정이 추가되었다.

### 타무라 탁구장
할멈
성우 - 노자와 마사코 / 나츠키 마리
타무라 탁구장을 운영하고 있다. 호시노, 츠키모토, 사쿠마를 초등학교 때부터 지도해왔다.
타무라 미치오 (田村 道夫) 
성우 - 시마다 다카히로
할멈의 아들. 후지사와 농업 대학 탁구부(애니메이션에서는 일본 국가대표 육성 센터)의 코치를 하고 있다.
할멈의 부탁으로 호시노를 지도하고 그의 뒷면에 약한 점을 극복하기 위해 뒷면 타법을 가르친다.
실사 영화에서는 등장하지 않는다.

### 기타
에가미 (江上) 
성우 - 츠다 겐지로
다이호 고등학교 3학년
1년째의 인터하이 예선에서의 스마일의 상대. 3년째의 마지막 경기에서 분발하고 있었지만 스마일의 속공 전법에 무너진다.
원작에서는 조연이지만 애니메이션에서는 그 후의 이야기도 등장한다.
카자마 유리에 (風間 百合枝) 
성우 - 카와스미 아야코
카자마 다쿠의 딸. 단기 대학생. 애니메이션 오리지널 캐릭터.
류이치의 사촌이며, 다쿠가 말하기를 류이치와 '맑은 교제'를 하고 있다. 탁구 용품 브랜드 '포세이돈'의 광고에도 출연하는 미인.